# 右田寅彦
右田 寅彦（みぎた のぶひこ、慶応2年2月6日（1866年3月22日） - 大正9年（1920年）1月11日）は大正時代の劇作家、歌舞伎狂言作者、小説家。

## 略歴
豊後国（現・大分県）臼杵に臼杵藩士の子に生まれる。右田年英の実弟。柳塢亭、矮亭主人と号す。明治10年代、11歳時には上京、三田英学校や漢学塾に学んだ後、高畠藍泉に師事する。めざまし新聞、都新聞において多くの戯曲の脚本、艶種（つやだね）や雑報などを執筆した。その後、東京朝日新聞に入社して主に小説を書いた。明治38年（1905年）には栗島狭衣らと文士劇の劇団、若葉会を結成する。明治42年（1909年）に帝国劇場が開場されるのに伴い、立作者となって多数の戯曲を執筆した。その作品に「塩原高尾」、「生島新五郎」、「水谷高尾」、「堀部妙海尼」、「鎌倉
武士」、「お江戸日本橋」などが挙げられる。
墓所は芝区高輪の東禅寺。

## 作品
- 「盲目の美人」 薫志堂 明治22年（1889年）
- 「花盗人」 金桜堂 明治22年
- 「花錦出世奴」 博覧社 明治22年
- 「平家姫小松」 岩本五一 明治23年（1890年） 以上、全て口絵は右田年英